# حلوة الجوف (تمر)
حلوة الجوف، نوع من أنواع التمور في منطقة الجوف بالمملكة العربية السعودية، وتعد أشهر ماتتميز به المنطقة والمنتج الأول في سوق التمور بالجوف، وذلك لاحتوائها على نسبة من الفيتامينات، ولأنها تؤكل بحالاتها الثلاث “بسرًا، رطبًا أو
تمرًا”، تنضج في نهاية شهر أغسطس من كل عام وهي آخر النخيل حصادًا في المنطقة. 

## نسبة السكريات
| المرحلة                | بسر    |
| النوع                  | النسبة |
| ---------------------- | ------ |
| فركتوز                 | %6.48  |
| جلوكوز                 | %9.33  |
| سكروز                  | %7.69  |
| مجموع السكريات 23.505% |        |

| المرحلة               | رطب    |
| النوع                 | النسبة |
| --------------------- | ------ |
| فركتوز                | %7.42  |
| جلوكوز                | %9.11  |
| سكروز                 | %9.95  |
| مجموع السكريات 26.48% |        |

| المرحلة                | تمر    |
| النوع                  | النسبة |
| ---------------------- | ------ |
| فركتوز                 | %10.13 |
| جلوكوز                 | %12.32 |
| سكروز                  | %2.07  |
| مجموع السكريات 24.525% |        |